# Phytosciara wuyiana
Phytosciara wuyiana är en tvåvingeart som beskrevs av Yang 2003. Phytosciara wuyiana ingår i släktet Phytosciara och familjen sorgmyggor. Inga underarter finns listade i Catalogue of Life.